# Cinco Bayou
Cinco Bayou é uma vila localizada no estado americano da Flórida, no condado de Okaloosa. Foi incorporada em 1950.

## Geografia
De acordo com o United States Census Bureau, a vila tem uma área de 0,5 km², onde todos os 0,5 km² estão cobertos por terra.

### Localidades na vizinhança
O diagrama seguinte representa as localidades num raio de 8 km ao redor de Cinco Bayou.

## Demografia
Segundo o censo nacional de 2010, a sua população é de 383 habitantes e sua densidade populacional é de 821,5 hab/km². É a localidade menos populosa do condado de Okaloosa. Possui 268 residências, que resulta em uma densidade de 574,9 residências/km².